# Charles Louis Montesquieu
Charles Louis de Secondat, baron de La Brède et de Montesquieu (od 5. ledna 1728) (18. ledna 1689 La Brède – 10. února 1755 Paříž) [šárl lui d´sekonda e d´monteskijé], byl francouzský filozof a spisovatel, především kritik francouzského absolutismu a společnosti své doby. Proslavil se dílem O duchu zákonů (De l'esprit des lois), které položilo základy moderní politické filozofie.

## Život
Narodil se 18. ledna 1689 v La Bréde poblíž Bordeaux v urozené měšťanské rodině. Rodiče mu za křestního kmotra zvolili žebráka, aby si celý život připomínal chudobu svých bratří.
Studoval právo, stal se poradcem parlementu v Bordeaux. Roku 1715 se oženil s Jeanne de Lartigue, bohatou protestantkou. V roce 1716 zdědil po svém strýci velké jmění včetně titulu barona z Montesquieu a od té doby se věnoval již převážně jen světovým problémům a pobavení. Velmi se zajímal o vědy a prováděl různé experimenty na poli anatomie, botaniky, fyziky dalších oborů. Napsal několik vědeckých spisů. Později se zaměřil na člověka a humanitní studia. Věnoval se literatuře a filozofii.
Ve svých Perských listech, jež publikoval anonymně 1721 v Holandsku, satiricky popisuje francouzskou společnost pohledem návštěvníků z Persie, které provází filosof a vysvětluje jim poměry zde panující. Dílo je výsměchem zkostnatělosti a církvi.
Po svém zvolení do Francouzské akademie 1726 podnikl Montesquieu několik cest po Evropě, především po Anglii, kde ho zaujala náboženská tolerance a politická svoboda. Po návratu z cest začal pracovat na svých největších dílech a roku 1748 vydal O duchu zákonů.
Zemřel 10. února 1755 v Paříži na žloutenku.

## Filozofie

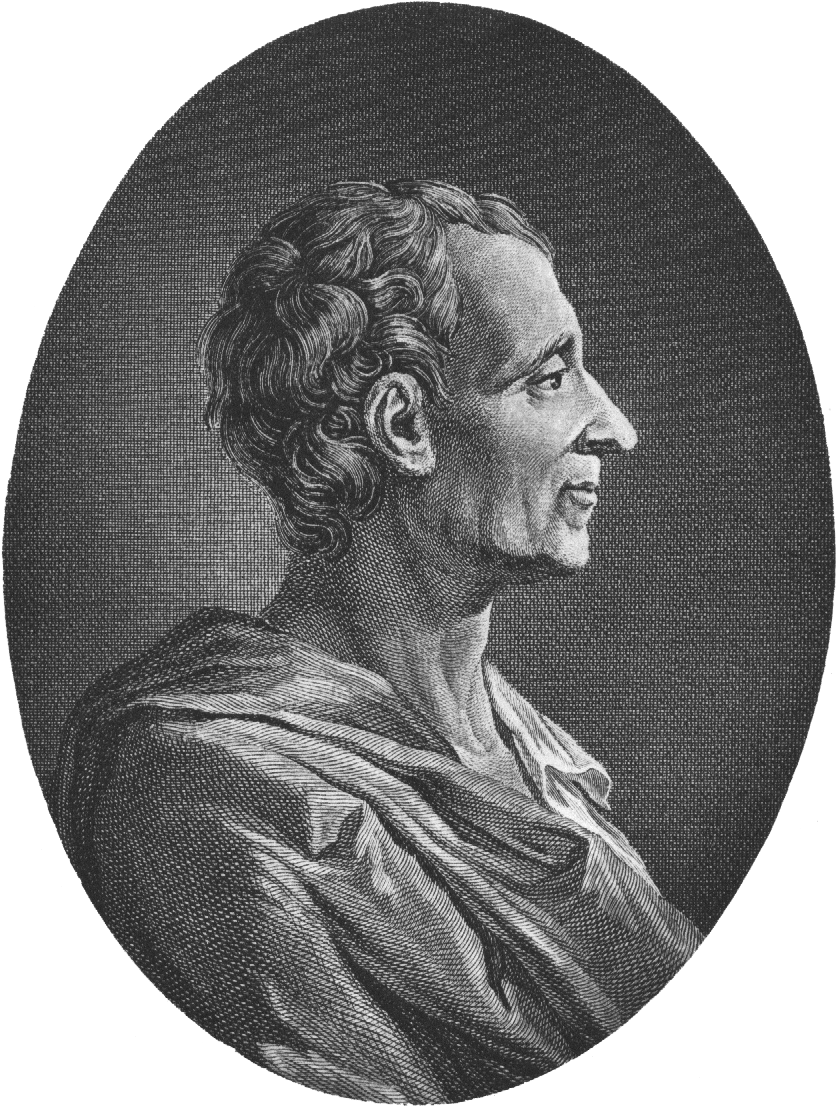
Charles Louis de Secondat, baron de Montesquieu

Sociální geografie – neboli sociologická metoda geografie. Snaží se sdělit, že to, jak společnost (v určité zemi) funguje a jak je uspořádána (je-li agresivní, mírumilovná, usedlá, kočovná, zemědělsky zaměřená, …) souvisí s geografickou polohou její země. Prostředí, kde žijeme, nás ovlivňuje a tak neexistuje univerzální vhodný politický (vládní) systém, pro všechny země.
Dělba moci – v této oblasti se inspiroval Johnem Lockem v názoru, že ve státě by neměl být absolutní panovník s veškerou mocí, ale jeho moc má být rozdělena na dvě navzájem oddělené: výkonnou moc a zákonodárnou moc. K těmto dvěma mocem přidává Montesquieu třetí: moc soudní.

## Dílo
- Perské listy (1721, Lettres persanes), ostrá a útočná satira na soudobou společnost. V dopisech, jejichž fiktivními pisateli jsou Peršané cestující po Evropě, stíhá dobromyslným humorem i sžíravým sarkasmem marnivost a lehkomyslnost Francouzů, jejich vášeň pro hru, záletnost žen, mrzoutství starců, zkorumpovanost dvorské šlechty, finanční politiku, náboženskou nesnášelivost a despotismus.
- Chrám Gnidský (1724, Le Temple de Gnide), báseň,
- Pravdivá historie (1730, Histoire véritable), román, ve kterém autor nechává svého hrdinu poutavě vyprávět zážitky ze svých předchozích životů.
- O duchu zákonů (1748, De l'esprit des lois), spis, ve kterém se autor zabývá státoprávními otázkami (jako John Locke), historií a formou práva, státu a společenských institucí. K problematice přidává nové myšlenky jako např. když k rozdělení státní moci na výkonnou a zákonodárnou přidal moc soudní, neboť bez ní dochází k potlačení svobody.

Spisy Perské listy a O duchu zákonů zařadila církev na Index zakázaných knih.

## Česká vydání
- Chrám Gnidský, František Jeřábek, Praha 1804, přeložil Antonín Jaroslav Puchmajer, znovu Vojtěch Nejedlý, Praha 1836 a I. L. Kober, Praha 1880.
- Perské listy, Alois Hynek, Praha 1920, přeložil Václav Líva,
- Perské listy, Jan Otto, Praha 1926, přeložil Josef Kopal,
- O duchu zákonů, Právnické knihkupectví a nakladatelství V. Linhart, Praha 1947, přeložil Stanislav Lyer,
- Perské listy, SNKLHU, Praha 1955, přeložil Josef Kopal,
- Pravdivá historie, Odeon, Praha 1983, přeložil Karel Šafář,
- Perské listy, Odeon, Praha 1989, přeložil Josef Kopal,
- O duchu zákonů, Aleš Čeněk, Dobrá Voda 2003, přeložil Stanislav Lyer.

### Literatura

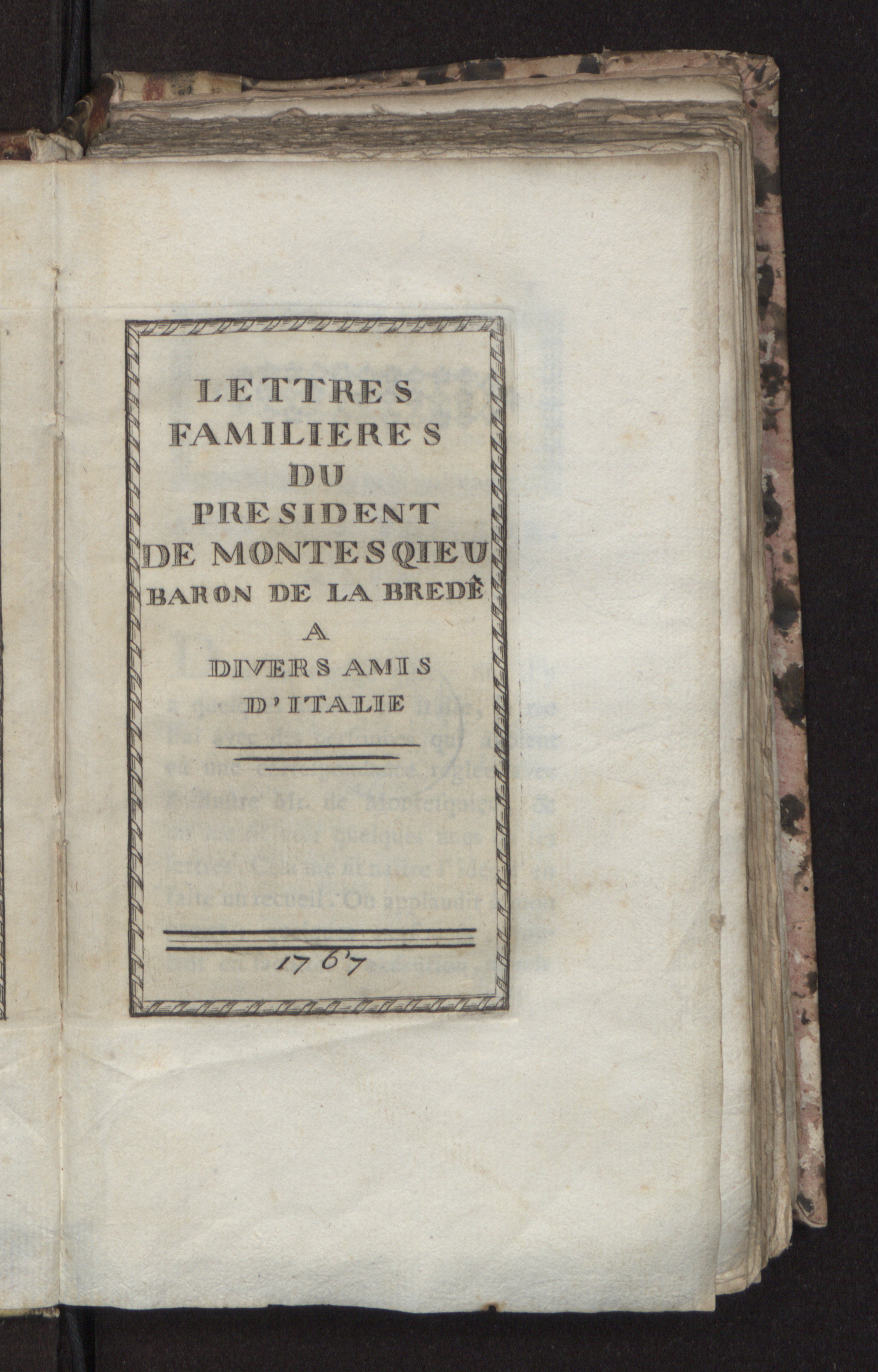
Lettres familieres a divers amis d'Italie, 1767